# Legg Mason Tennis Classic 2009
Legg Mason Tennis Classic 2009 — тенісний турнір, що проходив на кортах з твердим покриттям у місті Вашингтон, США з 3 серпня . Належав до категорії ATP World Tour 500.

## Фінальна частина

### Одиночний розряд
Хуан Мартін дель Потро —  Енді Роддік 3–6, 7–5, 7–6(8–6)

### Парний розряд
Мартін Дамм /  Роберт Ліндстедт —  Маріуш Фирстенберг /  Марцин Матковський 7–5, 7–6(7–3)